# Louis Sarkozy
Pour les articles homonymes, voir Sarkozy (homonymie).
Louis Sarközy de Nagy-Bocsa, dit Louis Sarkozy, né le 28 avril 1997 à Neuilly-sur-Seine (France), est un essayiste franco-américain, fils de Nicolas Sarkozy, ancien président de la République française, et Cécilia Attias.

## Biographie

### Enfance et formation
Louis Sarkozy naît à Neuilly-sur-Seine le 28 avril 1997: il est issu d'une famille juive française. Sa mère, Cécilia Attias née Ciganer, est issue d'une famille de Juifs de Bessarabie, dont le nom de famille vient d'un surnom signifiant « tzigane » en yiddish. Son père, Nicolas Sarkozy, descendant de juif séfarade de Thessalonique, est président de la République française de 2007 à 2012. Son parrain est le chef d'entreprise Martin Bouygues. Il a 10 ans quand son père est élu président de la République et divorce peu après.
En décembre 2007, Louis Sarkozy intègre le lycée français Charles-de-Gaulle à Londres, où son dossier d'admission aurait bénéficié d'un passe-droit grâce au statut de président de son père,.
Il part ensuite aux États-Unis, à New York, vivre avec sa mère, Cécilia, désormais nommée Attias, et son beau-père, l'homme d'affaires Richard Attias. Il se fait initialement remarquer pour quelques frasques (dont des jets de tomates sur une policière),.
En 2011, souhaitant à l'époque devenir US Marine, Louis Sarkozy intègre à 14 ans l'école militaire américaine Valley Forge Academy (en), près de Philadelphie,,. Il sort diplômé de cette académie militaire en 2015. Il est titulaire d’un master de diplomatie et relations internationales de l’American University à Washington DC, et diplômé de l’université de New York, avec une double spécialisation en histoire de l'art et en philosophie,.

### Parcours professionnel
Après ses études, il travaille dans un cabinet de conseil politique puis dans une banque à Bogota.
En 2017, il devient éditorialiste pour le Washington Examiner, un magazine conservateur américain, dans lequel il défend la personnalité d'extrême droite Milo Yiannopoulos et la légalisation de toutes les drogues, y compris les drogues dures,.
En 2019, il lance une collection de mocassins à picots en collaboration avec une entreprise espagnole, Boonper, dirigée par un de ses amis,. La même année, il cosigne un livre d'échanges épistolaires, Une envie de désaccord(s), avec sa mère Cécilia Attias,.
En septembre 2020, il obtient un poste à l'ambassade de France aux États-Unis pour une durée de huit mois.
Il publie en 2024 son deuxième livre, un essai en anglais consacré à l'empereur des Français Napoléon intitulé : Napoleon’s Library: The Emperor, His Books and Their Influence on the Napoleonic Era,,. L'édition française sort le 7 mai 2025, intitulée Napoléon Bonaparte : L'Empire des livres, mais l'ouvrage, selon Le Parisien, n'a « pour l’heure pas attiré les foules en librairie », deux semaines après sa sortie et 2131 exemplaires vendus,.
Il est admis à l'École d'aspirants officiers de l'armée des États-Unis (en), en Géorgie, où il prête serment. Cependant, il décide finalement de revenir en France car selon lui « ses liens d’origine avec la France freineront sa progression » dans l'armée américaine.
En septembre 2024, il devient chroniqueur en contrat d'exclusivité sur LCI, qui le présente comme « spécialiste des États-Unis »,. Certains médias, notamment Arrêt sur images et Libération, remettent en question son expertise en la matière et rappellent que la chaîne est détenue par son parrain Martin Bouygues,.
Il s'engage officiellement en politique en décembre 2024 à l'occasion d'une soirée des Jeunes Républicains « aux allures de meeting politique », et y reçoit le soutien de plusieurs personnalités telles que David Lisnard, Bruno Retailleau, ou encore Florence Portelli,.
En 2025, invité par le Parti républicain de Louisiane, il assiste à l'investiture de Donald Trump.
Il rejoint l'hebdomadaire d'extrême-droite Valeurs actuelles en tant que chroniqueur en janvier 2025, dans le cadre d'une refonte du journal face à la concurrence du groupe Bolloré,.
Début mars 2025, il devient chroniqueur dans l'émission Face à face sur LCI, où il débat avec une nouvelle chroniqueuse, Raquel Garrido.

### Positions politiques
Louis Sarkozy est qualifié de libéral-conservateur, selon lui la « matrice idéologique » des Républicains, dont il n'est pas adhérent mais qu'il considère comme sa « famille politique »,. Il souhaite que la droite française « courtise nos concitoyens issus de l'immigration », tout en prônant la réduction des flux migratoires et l'application des OQTF. Le Monde le décrit comme « quasi libertaire », défendant la procréation médicalement assistée (PMA) ainsi que la gestation pour autrui (GPA). Il s'inspire de la politique du président argentin Javier Milei ou encore celle des Américains Donald Trump et Elon Musk. Il est en faveur du port d'armes et a pratiqué le tir auprès des gardes du corps de son père dès ses huit ans.
Il déclenche une polémique au sein de l'extrême droite sur les réseaux sociaux à la suite de cette phrase, relayée par Politico : « Si dans quatre siècles les Français ont tous la couleur de mon café, je m’en fous. S’ils boivent du vin et payent leurs impôts, on aura réussi »,.

### Vie privée
Il se lie un temps à l'étudiante et militante UMP Sarah Knafo, puis a entre 2014 et 2016 une relation avec la chroniqueuse Capucine Anav, avant d'entamer en 2017 une liaison avec Natali Husic, coordinatrice de projets en communication stratégique, de nationalité monténégrine, fille de Dolores Engelhardt Husic et d'Ilir Husic, chargé d'affaires puis consul honoraire du Monténégro à Kinshasa. Louis Sarkozy se marie avec Natali Husic le 24 septembre 2022 à Gordes, dans le Vaucluse.
Louis et Natali Sarkozy vivent à Washington (district de Columbia). En 2025, il revient s'installer en France et intervient régulièrement dans les médias.
Outre sa nationalité française, Louis Sarkozy est également détenteur de la citoyenneté américaine, obtenue par naturalisation en 2023,.

## Vie politique

### Mairie de Menton
Installé à Menton début 2025, Louis Sarkozy suscite rapidement des spéculations sur une éventuelle candidature aux élections municipales de 2026. Dans un premier temps, le fils de Nicolas Sarkozy affirme ne « pas être candidat », tout en précisant ne pas exclure de se présenter. Durant le printemps et l’été 2025, il multiplie les déclarations médiatiques, soulignant sa volonté de rester indépendant des formations politiques locales existantes, et critiquant la gestion municipale en place. Le 11 août 2025, il crée une association de financement en vue d’une campagne électorale. Sa candidature à la mairie de Menton est officialisée discrètement le 19 août 2025 par une publication au Journal officiel. 

## Affaire judiciaire
En février 2025, une plainte est déposée par les associations « Union algérienne » et SOS Racisme à la suite des propos de Louis Sarkozy affirmant : « Si j’étais aux manettes et que l’Algérie arrêtait Sansal, je brûlerais l’ambassade, je stopperais tous les visas et j’augmenterais de 150 % les tarifs douaniers »,.
Selon le média Algérie Aujourd’hui, l'ambassade d'Algérie en France porte également plainte le mois suivant.

## Ouvrages
- Une envie de désaccord(s), Plon, 2019. Débats avec sa mère Cécilia Attias.
- Napoleon’s Library : The Emperor, His Books and Their Influence on the Napoleonic Era, Frontline Books, 2024 (traduit en français : Napoléon Bonaparte. L'Empire des livres, Passés Composés, 2025.)